# Eknästing
Eknästing (Diatrypella quercina) är en svampart som först beskrevs av Christiaan Hendrik Persoon, och fick sitt nu gällande namn av Mordecai Cubitt Cooke 1866. Eknästing ingår i släktet Diatrypella och familjen Diatrypaceae.  Arten är reproducerande i Sverige. Inga underarter finns listade i Catalogue of Life.